# Chemorezeptoren-Triggerzone
Die Chemorezeptoren-Triggerzone (abgek.: CTZ) liegt noch vor der Blut-Hirn-Schranke in der Area postrema am Boden des vierten Ventrikels. Sie ist der Ausgangspunkt für die metabolisch und die durch Medikamente verursachte Übelkeit und koordiniert zusammen mit dem Brechzentrum die Entstehung und den Ablauf des Erbrechens, das wiederum als Teil des protektiven Systems des Organismus anzusehen ist.
Die gefensterten Kapillaren der Triggerzone unterscheiden diese von allen übrigen Bereichen des Gehirns und liefern die anatomische Grundlage für eine rasche Reaktion auf über das Blut anflutende toxische Auslöserstoffe.  Sie ist reich an dopaminergen, histaminergen, serotinergen und cholinergen Endneuronen, wobei diese Ansatzpunkte für eine entsprechende antiemetische Behandlung bieten. Ebenfalls anzutreffen ist Substanz P, die über Neurokinin-Rezeptoren (NK-Rezeptoren) wirkt.
Die hohe Dichte an 5-HT3-Rezeptoren (Serotonin) erklärt die antiemetische Wirkung von 5-HT3-Antagonisten, das Vorhandensein von Opioid-Rezeptoren den emetischen Früheffekt von Opioiden, während deren antiemetischer Späteffekt auf eine hemmende Wirkung im Brechzentrum zurückzuführen ist.